# قائمة البعثات الدبلوماسية في شمال قبرص

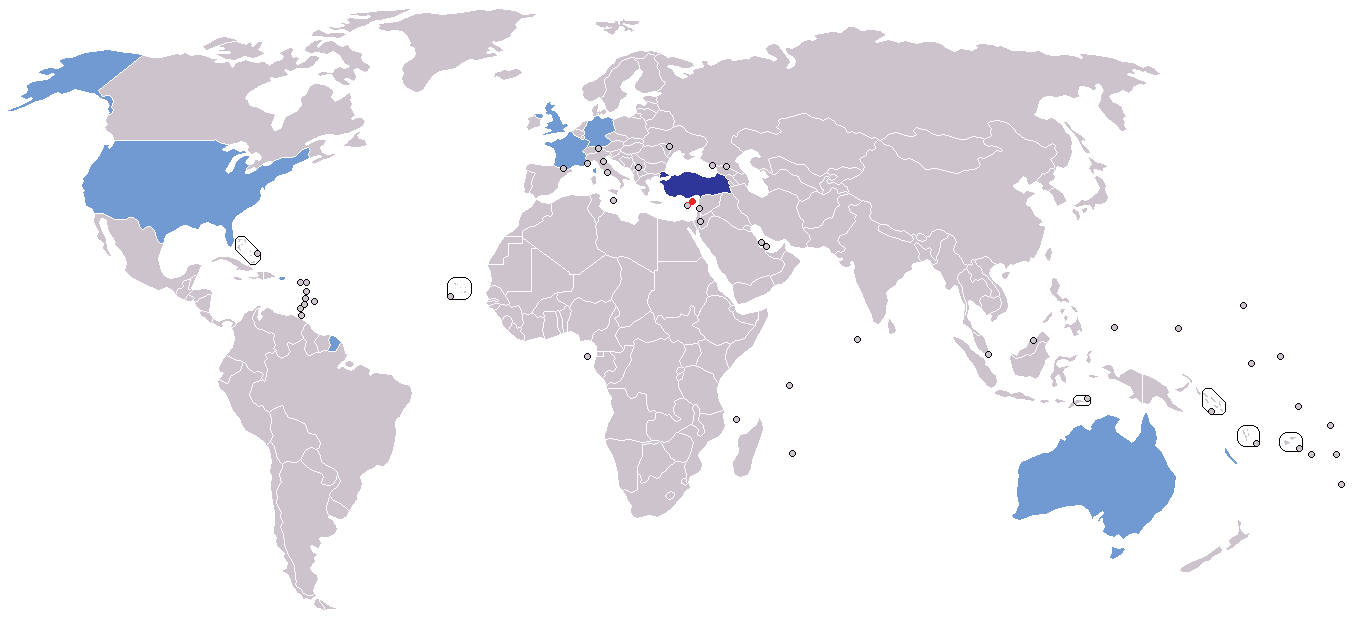
خريطة البعثات الدبلوماسية في شمال قبرص (جمهورية شمال قبرص التركية)
TRNC

هذه قائمة البعثات الدبلوماسية في شمال قبرص (جمهورية شمال قبرص التركية).

## السفارات
يفكوشا
 تركيا (سفارة تركيا)

## القنصليات
غازيماغوسا
 تركيا (القنصلية العامة)

## مكاتب أخرى
البعثات الأجنبية الموجودة في ليفكوشا :
- أستراليا (مكتب المفوضية العليا)[3]
- European Union (قبرص الشمالية والاتحاد الأوروبي)[4]
- فرنسا (المكتب الثقافي)[5]
- ألمانيا (مكتب السفارة)[6]
- إيطاليا (مكتب السفارة)
- المملكة المتحدة (مكتب المفوضية العليا)[7]
- الولايات المتحدة (مكتب السفارة)

## روابط خارجية
- الجمهورية التركية لشمال قبرص - وزارة الخارجية
- الجمهورية التركية لشمال قبرص - مكتب الإعلام| - ع - ن - ت List of diplomatic missions in أوروبا                                                                                                                                 | - ع - ن - ت List of diplomatic missions in أوروبا                                                                                                                                                                                                                                                                                                                                                                                                                                                                                                                                                                                              |
| --- | --- |
| الدول ذات السيادة | \| الاتحاد الأوروبي \| - النمسا - بلجيكا - بلغاريا - كرواتيا - قبرص1 - جمهورية التشيك - الدنمارك - إستونيا - فنلندا - فرنسا - ألمانيا - اليونان - المجر - جمهورية أيرلندا - إيطاليا - لاتفيا - ليتوانيا - لوكسمبورغ - مالطا4 - هولندا - بولندا - البرتغال - رومانيا - سلوفاكيا - سلوفينيا - إسبانيا - السويد \| \| الباقي \| - ألبانيا - أندورا - أرمينيا1 - أذربيجان2 - بيلاروس - البوسنة والهرسك - جورجيا2 - آيسلندا - كازاخستان3 - ليختنشتاين - مقدونيا الشمالية - مولدوفا - موناكو - الجبل الأسود - النرويج - روسيا3 - سان مارينو - صربيا - سويسرا - تركيا3 - أوكرانيا - المملكة المتحدة - إنجلترا - أيرلندا الشمالية - إسكتلندا - ويلز \| |
| الدول ذات الاعتراف المحدود | - أبخازيا2 - كوسوفو - جمهورية أرتساخ1 - قبرص الشمالية1 - أوسيتيا الجنوبية2 - ترانسنيستريا |
| 1 كُلياً داخل آسيا، ولكن تاريخياً مصنفة كدولة أوروبية. 2 جزئياً أو كلياً داخل آسيا، حسب الحدود. 3 معظم أراضيها في آسيا. 4 جغرافياً هي جزء من إفريقيا، ولكن تاريخياً مصنفة كدولة أوروبية. | |
| الاتحاد الأوروبي | - النمسا - بلجيكا - بلغاريا - كرواتيا - قبرص1 - جمهورية التشيك - الدنمارك - إستونيا - فنلندا - فرنسا - ألمانيا - اليونان - المجر - جمهورية أيرلندا - إيطاليا - لاتفيا - ليتوانيا - لوكسمبورغ - مالطا4 - هولندا - بولندا - البرتغال - رومانيا - سلوفاكيا - سلوفينيا - إسبانيا - السويد |
| الباقي | - ألبانيا - أندورا - أرمينيا1 - أذربيجان2 - بيلاروس - البوسنة والهرسك - جورجيا2 - آيسلندا - كازاخستان3 - ليختنشتاين - مقدونيا الشمالية - مولدوفا - موناكو - الجبل الأسود - النرويج - روسيا3 - سان مارينو - صربيا - سويسرا - تركيا3 - أوكرانيا - المملكة المتحدة - إنجلترا - أيرلندا الشمالية - إسكتلندا - ويلز || - ع - ن - ت List of diplomatic missions in آسيا                                                                                      | - ع - ن - ت List of diplomatic missions in آسيا |
| --- | --- |
| دول ذات سيادة | - الأردن - أرمينيا1 - أذربيجان1 - أفغانستان - الإمارات العربية المتحدة - إندونيسيا - أوزبكستان - إيران - إسرائيل - باكستان - البحرين - بروناي - بنغلاديش - بوتان - تايلاند - تركمانستان - تركيا3 - تيمور الشرقية - المالديف - جورجيا1 - روسيا3 - سريلانكا - السعودية - سلطنة عمان - سنغافورة - سوريا - الصين - طاجيكستان - العراق - الفلبين - فيتنام - قبرص1 - قطر - قرغيزستان - كازاخستان3 - كمبوديا - كوريا الجنوبية - كوريا الشمالية - الكويت - لاوس - لبنان - ماليزيا - مصر3 - منغوليا - ميانمار2 - نيبال - الهند - اليابان - اليمن |
| الدول ذات الاعتراف المحدود | - أبخازيا1 - جمهورية أرتساخ - أوسيتيا الجنوبية1 - تايوان - فلسطين - قبرص الشمالية |
| التبعيات وباقي المقاطعات | - إقليم المحيط الهندي البريطاني - جزيرة كريسماس - جزر كوكوس - ماكاو - هونغ كونغ |
| 1 تضم أحيانا إلى أوروبا، وذلك حسب تعريفات الحدود بين آسيا وأوروبا. 2 معروفة رسميا باسم ميانمار. 3 دول تمتد أراضيها على أكثر من قارة. | |